# Lygidea salicis
Lygidea salicis är en insektsart som beskrevs av Knight 1939. Lygidea salicis ingår i släktet Lygidea och familjen ängsskinnbaggar. Inga underarter finns listade i Catalogue of Life.